# رومنان (قهاب رستاق)
رومنان (بالفارسية: رومنان) هي مستوطنة تقع في إيران في قسم قهاب رستاق الريفي. يقدر عدد سكانها بـ 24 نسمة بحسب إحصاء 2016.